# Silver Rain
Silver Rain è un album di Marcus Miller registrato in studio e pubblicato nel 2005.

## Tracce
1. Intro Duction – 0:30
2. Bruce Lee – 5:23
3. La Villette – 5:54
4. Behind The Smile – 6:24
5. Frankenstein – 6:33
6. Moonlight Sonata – 7:38
7. Boogie On Reggae Woman – 5:02
8. Paris (Interlude) – 1:14
9. Silver Rain – 6:08
10. Make Up My Mind – 3:42
11. Girls and Boys – 5:36
12. Sophisticated Lady – 5:23
13. Power of Soul – 6:53
14. Outro Duction – 0:53
15. If Only For One Night* – 8:11

## Musicisti
- Poogie Bell – batteria
- Dean Brown – chitarra acustica ed elettrica
- Ronald Bruner – batteria
- Roger Byam – sax tenore, assoli
- Jessica Celious – seconde voci
- Eric Clapton – chitarra, voce, assoli
- Bruce Flowers – organo, Fender Rhodes, bass synth
- Kenny Garrett – Sax alto, assoli
- Lalah Hathaway – voce
- Kenny Hicks – tenore (voce)
- Munyungo Jackson – percussioni
- Joey Kibble – seconde voci
- Mark Kibble – seconde voci
- Eartha Kitt – voce
- Gregoire Maret – armonica
- Marcus Miller – organo, sintetizzatore, basso, percussioni, pianoforte, scratching, arrangiamenti, clarinetto basso, batteria, basso, tastiere, cembalo, seconde voci, Moog synthesizer, produzione, ingegneria acustica, basso fretless, flauti, produzione esecutiva, basso acustico, Beat Box, Fender Rhodes, Rhythm Box, Synthesizer Orchestration, Finger Snapping, Udu, Synthesizer Strings
- Lucky Peterson – chitarra
- Patches Stewart – tromba, assoli
- Kirk Whalum – Sax tenore, assoli
- Bernard Wright – tastiere